# Tityra
Tityra  es un género de aves paseriformes perteneciente a la familia Tityridae que agrupa a especies nativas de la América tropical (Neotrópico) donde se distribuyen desde el noroeste de México a través de América Central y del Sur hasta el noreste de Argentina. A sus miembros se les conoce por el nombre popular de titiras y también tuerés, torrejos o bacacos.

## Etimología
El nombre genérico femenino «Tityra» deriva del latín «tityrus»: el nombre de un rústico pastor de ovejas citado por Virgílio en las Éclogas; en la mitología romana, el nombre «Tityri» era dado a los Sátiros de Pan y Baco que tenían comportamiento ruidoso y agresivo.

## Características
Las aves de este género son rechonchas y ostentan distintivas colas cortas, cuyo plumaje negro y blanco las hace fácilmente reconocibles. Medianamente grandes, miden entre 18,5 y 21,5 cm de longitud. Son conspícuos en el borde de bosques de baja altitud y espacios abiertos adyacentes. Sus nidos son colocados en agujeros en los nudos de tocos.

## Lista de especies
Según las clasificaciones del Congreso Ornitológico Internacional (IOC) y Clements Checklist/eBird el género agrupa a las siguientes tres especies:
| Imagen | Nombre científico            | Autor                     | Nombre común                                        | EC (*) |
| ------ | ---------------------------- | ------------------------- | --------------------------------------------------- | ------ |
|        | Tityra inquisitor            | (Lichtenstein, MHK), 1823 | titira piquinegro, titira coroninegra o tueré chico | LC     |
|        | Tityra cayana                | (Linnaeus), 1766          | titira colinegra o tueré grande                     | LC     |
|        | Tityra (cayana) braziliensis | (Swainson, 1838)          | titira colinegro oriental                           | LC     |
|        | Tityra semifasciata          | (Spix), 1825              | titira enmascarado                                  | LC     |

(*) Estado de conservación

### Especie inválida
- Tityra leucura Pelzeln, 1868 - titira coliblanco;[14]

## Taxonomía
La especie T. leucura, descrita a partir de un único holotipo, es considerada como no válida pero tuvo su validez reforzada por las observaciones de campo de Whittaker (2008). Sin embargo, la Propuesta N° 634 al Comité de Clasificación de Sudamérica (SACC), a pesar de reconocer la probable existencia de la especie, fue rechazada debido a tratarse de una única observación visual de un único espécimen y requiriendo más pruebas.
Las clasificaciones Aves del Mundo y Birdlife International consideran a la subespecie T. cayana braziliensis como especie separada, com base en diferencias morfológicas.
Este género (así como Laniisoma, Iodopleura y Pachyramphus) ha sido tradicionalmente colocado en la familia Cotingidae; Schiffornis en la familia Pipridae y Laniocera en la familia Tyrannidae. La Propuesta N° 313 al SACC, siguiendo los estudios de filogenia molecular de Ohlson et al (2007), aprobó la adopción de la nueva familia Tityridae, incluyendo el presente y los otros géneros.
Las evidencias sugieren que el presente género pertenece a un clado basal dentro su familia,  incluyendo también los géneros Iodopleura, Xenopsaris y Pachyramphus (con una pobre sustentación por el método de remuestreo estadístico Bootstrapping).
Los amplios estudios genético-moleculares de Tello et al (2009) y Ohlson et al (2013) descubrieron una cantidad de relaciones novedosas dentro de los paseriformes subóscinos que todavía no están reflejados en la mayoría de las clasificaciones. Específicamente para la familia Tityridae, corroboraron las tesis anteriores y propusieron la subfamilia Tityrinae Gray, 1840 agrupando a Tityra, Xenopsaris, Iodopleura y Pachyramphus.